# Komenda Rejonu Uzupełnień Lublin Miasto

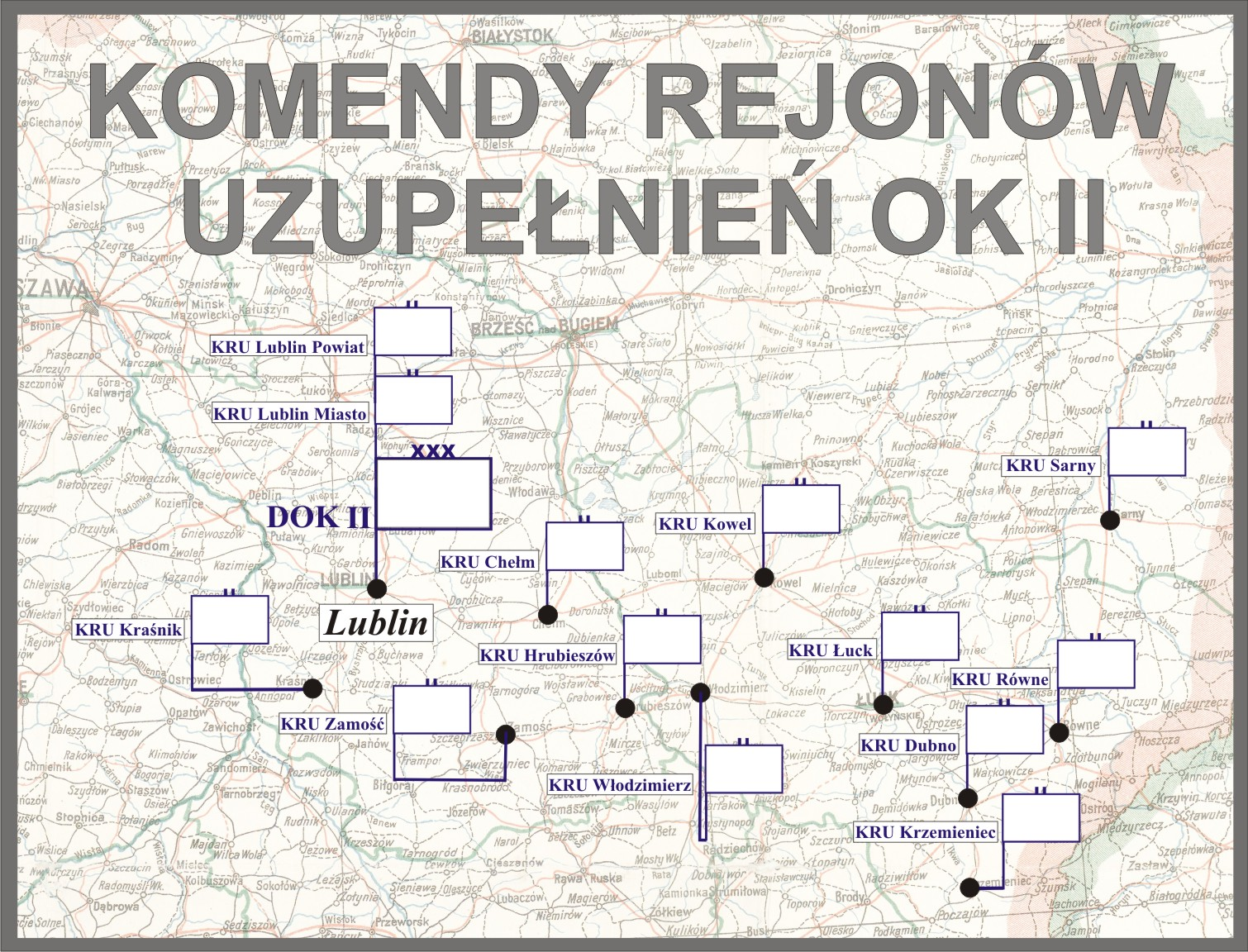
Komendy rejonów uzupełnień DOK II

Komenda Rejonu Uzupełnień Lublin Miasto (KRU Lublin Miasto) – organ wojskowy właściwy w sprawach uzupełnień Sił Zbrojnych II Rzeczypospolitej i administracji rezerw w powierzonym mu rejonie.

## Historia komendy
Jesienią 1930 roku na obszarze Okręgu Korpusu Nr II została utworzona Powiatowa Komenda Uzupełnień Lublin Miasto administrująca miastem Lublin. Równocześnie dotychczasowa PKU Lublin została przemianowana na PKU Lublin Powiat. Nowo powstała komenda otrzymała skład osobowy typ III.
Z dniem 1 grudnia 1934 roku minister spraw wojskowych przekazał PKU Lublin Miasto ewidencję oficerów rezerwy, pospolitego ruszenia, stanu spoczynku z powiatu lubartowskiego.
1 lipca 1938 roku weszła w życie nowa organizacja służby uzupełnień, zgodnie z którą dotychczasowa PKU Lublin Miasto została przemianowana na Komendę Rejonu Uzupełnień Lublin Miasto przy czym nazwa ta zaczęła obowiązywać 1 września 1938 roku, z chwilą wejścia w życie ustawy z dnia 9 kwietnia 1938 roku o powszechnym obowiązku wojskowym. Obok wspomnianej ustawy i rozporządzeń wykonawczych do niej, działalność KRU Lublin Miasto normowały przepisy służbowe MSWojsk. D.D.O. L. 500/Org. Tjn. Organizacja służby uzupełnień na stopie pokojowej z 13 czerwca 1938 roku. Zgodnie z tymi przepisami komenda rejonu uzupełnień była organem wykonawczym służby uzupełnień .
Komendant rejonu uzupełnień w sprawach dotyczących uzupełnień Sił Zbrojnych i administracji rezerw podlegał bezpośrednio dowódcy Okręgu Korpusu Nr II, który był okręgowym organem kierowniczym służby uzupełnień. Rejon uzupełnień nie uległ zmianie i nadal obejmował miasto Lublin.
Komenda prowadziła ewidencję wszystkich oficerów z obszaru miasta Lublina, powiatu lubelskiego i powiatu lubartowskiego.

## Obsada personalna
Poniżej przedstawiono wykaz oficerów zajmujących etatowe stanowiska w PKU i KRU Lublin Miasto, z uwzględnieniem najważniejszej zmiany organizacyjnej przeprowadzonej w 1938 roku.
Obsada personalna PKU w latach 1930–1938
- komendant – mjr piech. Jan Marian Uldanowicz (IX 1930 – VI 1938 → komendant RU)
- kierownik I referatu administracji rezerw i zastępca komendanta – kpt. piech. Teodor Jesipowicz (IX 1930 – VI 1938 → kierownik I referatu KRU)
- kierownik II referatu
  - por. piech. Tadeusz Leonard Geras (IX 1930 – VI 1934[10] → PKU Konin)
  - kpt. piech. Wilhelm Karol Mylius[a] (od VI 1934[14])

Obsada personalna KRU w marcu 1939
- komendant – mjr piech. Jan Marian Uldanowicz
- kierownik I referatu ewidencji – kpt. adm. (piech.) Teodor Jesipowicz[c] †1940 Charków[21]
- kierownik II referatu uzupełnień – kpt. adm. (tab.) Józef Napiórkowski (w niemieckiej niewoli, w Oflagu VII A Murnau[13] )